# 현내면
현내면(縣內面)은 대한민국 강원특별자치도 고성군의 면이다. 통일전망대가 있으며, 대한민국 실효지배 지역(남한)에서 가장 북쪽에 있는 지역이다.

## 연혁
- 1910년 한일합병 이후 : 한나루(大津里: 대진리)로 개칭
- 1920년 : 산학리 열산마을에서 면사무소를 현 위치(대진리)로 이전
- 1945년 9월 2일 ~ 1952년 : 1952년까지 조선민주주의인민공화국 지배 하에 있었고, 그동안 한국전쟁으로 인해 철도는 파괴되고 이 마을의 가옥 200여 호가 파괴돼 폐허가 되었다.
- 1954년 11월 17일 : 강원도의 행정권이 회복되고, 현내면에 고성읍의 수복지구(송현·명호·송도진·대강리)가 편입되었다.[1] 각지에서 원거주민과 피난민이 일시에 몰려 대진리의 주민수만 9천여 명으로 늘어 대진1·2·3리로 행정리를 분리하였다.
- 1973년 7월 1일 : 대진리의 행정리를 2개 더 늘려 대진4·5리를 신설[2]

## 행정 구역
| 법정리   | 한자명   | 행정리                                      | 비고                                |
| -------- | -------- | ------------------------------------------- | ----------------------------------- |
| 대진리   | 大津里   | 대진1리, 대진2리, 대진3리, 대진4리, 대진5리 | 면사무소 소재지                     |
| 철통리   | 鐵桶里   | 철통리                                      |                                     |
| 초도리   | 草島里   | 초도1리, 초도2리                            |                                     |
| 죽정리   | 竹亭里   | 죽정1리, 죽정2리                            |                                     |
| 산학리   | 山鶴里   | 산학리                                      | 1920년까지 면사무소 소재지          |
| 화곡리   | 禾谷里   | 화곡리                                      |                                     |
| 마달리   | 馬達里   | 마달리                                      |                                     |
| 마차진리 | 麻次津里 | 마차진리                                    |                                     |
| 명파리   | 明波里   | 명파리                                      | 대한민국에서 최북단 민간인 거주지역 |
| 배봉리   | 培峯里   | 배봉리                                      |                                     |
| 검장리   | 劍藏里   | -                                           | 거주 인구 없음                      |
| 사천리   | 泗川里   | -                                           | 제진역 소재지,거주 인구 없음        |
| 제진리   | 猪津里   | -                                           | 거주 인구 없음                      |
| 송현리   | 松峴里   | -                                           | 고성읍에서 편입 거주 인구 없음      |
| 명호리   | 明湖里   | -                                           | 고성읍에서 편입 거주 인구 없음      |
| 송도진리 | 松島津里 | -                                           | 고성읍에서 편입 거주 인구 없음      |
| 대강리   | 大康里   | -                                           | 고성읍에서 편입 거주 인구 없음      |

## 관광

### 전망대, 박물관
- 통일전망대
- 화진포 해양박물관
- 금강산자연사박물관
- 최북단 명파리마을
- 이승만대통령 화진포기념관
- 6.25 전쟁체험전시관
- DMZ박물관

### 해변
- 대진항
- 화진포해변
- 명파해변
- 초도해변
- 마차진해변
- 대진1리해변
- 대진5리해변

## 교육
- 대진초등학교
- 대진초등학교 명파분교
- 죽정초등학교(폐교)
- 대진중학교
- 대진고등학교

## 교통
- 제진역
- 대진시외버스터미널